# Kyoji Yamawaki
Kyoji Yamawaki (Japón, 17 de septiembre de 1957) es un gimnasta artístico japonés, especialista en la prueba de anillas, con la que ha logrado ser medallista de bronce mundial en 1985.

## 1984
En los JJ. OO. de Los Ángeles gana el bronce en el concurso por equipos, tras Estados Unidos y China, siendo sus compañeros: Koji Gushiken, Noritoshi Hirata, Nobuyuki Kajitani, Shinji Morisue y Koji Sotomura.

## 1985
En el Mundial de Montreal 1985 gana la medalla de bronce en la prueba de anillas, tras el chino Li Ning, el soviético Yuri Korolev y empatado con otro soviético Yury Balobanov.